# Ованес Гермонеци
Ованес Гермонеци (арм. Հովհաննես Հերմոնեցի), также известный как Колотик (арм. Կոլոտիկ) — армянский богослов и церковный деятель XV века. Дата и место рождения неизвестны. 

## Биография
Начальное обучение прошёл в Гермонском монастыре, затем продолжил в Татевском университете под руководством Григора Татеваци. После смерти последнего стал преподавать в Татеве, позже вернулся в Гермон и стал настоятелем монастыря. Под его руководством Гермонский монастырь стал крупным книжным центром, переписывались в основном богословские труды. Из заказанных Ованесом рукописей особенно важны дошедшие до нас копии «Толкования Псалтыри» Вардана Аревелци (1415 год), «Сокровищницы» Кирилла Александрийского (1418 год), «Книги вопрошений» Григора Татеваци (1419 год), сборников «Книга проповедей» (1421 год) и «Манрусум» (1424 год). Его авторству принадлежат два богословских труда — истолкование пророчеств Исаии и комментарии к трудам Диониссия, а также редакция одного «Чарынтира». В 1430-х присоединяется к борьбе за возвращение армянского католикосата в Эчмиадзин, сыграл решающую роль в низложении католикоса Киракоса Вирапеци и избрании Григора Джалалбекяна новым католикосом ААЦ. В 1441 году совместно с Товмой Мецопеци созывает Эчмиадзинский собор, где принимается решение о переносе католикосата в Эчмиадзин. Умер в конце 1440-х.